# Golden Gate Bridge
De Golden Gate Bridge is een hangbrug over de zeestraat Golden Gate, de opening van de Baai van San Francisco in de Stille Oceaan. De brug maakt deel uit van zowel U.S. Route 101 als de California State Route 1 en verbindt het Schiereiland van San Francisco met Marin County ten noorden van de metropool San Francisco. De Golden Gate Bridge is een van de meest herkenbare symbolen van San Francisco en de staat Californië. De American Society of Civil Engineers verklaarde de brug tot een van de zeven moderne wereldwonderen.
De brug werd ontworpen door de Amerikaanse ingenieur Joseph B. Strauss. De bouw werd in ongeveer vier jaar voltooid en heeft zo'n 35 miljoen dollar gekost. De Golden Gate Bridge werd feestelijk geopend op 27 mei 1937.

## Geschiedenis
Voordat de brug gebouwd was, was de enige manier om de baai over te steken per veerboot. Een oversteek met deze veerboot duurde 20 minuten. Vele experts dachten dat het niet mogelijk was om een brug over deze baai te bouwen vanwege de sterke stromingen. Bovendien was het water in het midden 102 meter diep.
In 1916 vroeg de stadsingenieur van San Francisco andere ingenieurs om ideeën voor een brug. Joseph Strauss had een goedkope brug ontworpen die $17 miljoen kostte, maar veel mensen waren het niet eens met het uiterlijk van de brug. Strauss werd gevraagd om met andere experts een beter uiterlijk voor zijn brug te ontwerpen. Samen met Irving Morrow heeft hij een beter ontwerp voor de brug gemaakt, deze keer een hangbrug.
In 1930 ging de bevolking van San Francisco en Marin County akkoord met de bouw van de brug. Door de beurskrach van 1929 kon de regering de bouw niet financieren, uiteindelijk heeft de Bank of America (die gevestigd is in San Francisco) de brug gefinancierd.

## Bouw
De bouw van de brug is begonnen op 5 januari 1933 en de brug is opgeleverd in april 1937. Voor de veiligheid was er tijdens de bouw een net gespannen onder de brug, hier zijn in totaal 19 bouwvakkers door gered. Desondanks zijn er 11 bouwvakkers omgekomen, waarvan 10 op dezelfde dag.
De kleur van de brug, international orange, is uitgekozen door Irving Morrow omdat deze goed te zien is in de mist die vaak bij de brug te vinden was. De verflaag van de brug wordt onderhouden door zo'n dertigtal schilders.

## Trivia
- In de eerste 70 jaar na de opening van de brug hebben ruim 1300 mensen zelfmoord gepleegd door van de brug te springen.[2]
- In films is de brug een "dankbaar" slachtoffer. Geen enkele brug is in films zo vaak ingestort als de Golden Gate Bridge.

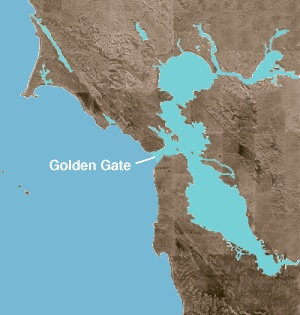
Locatie van de brug
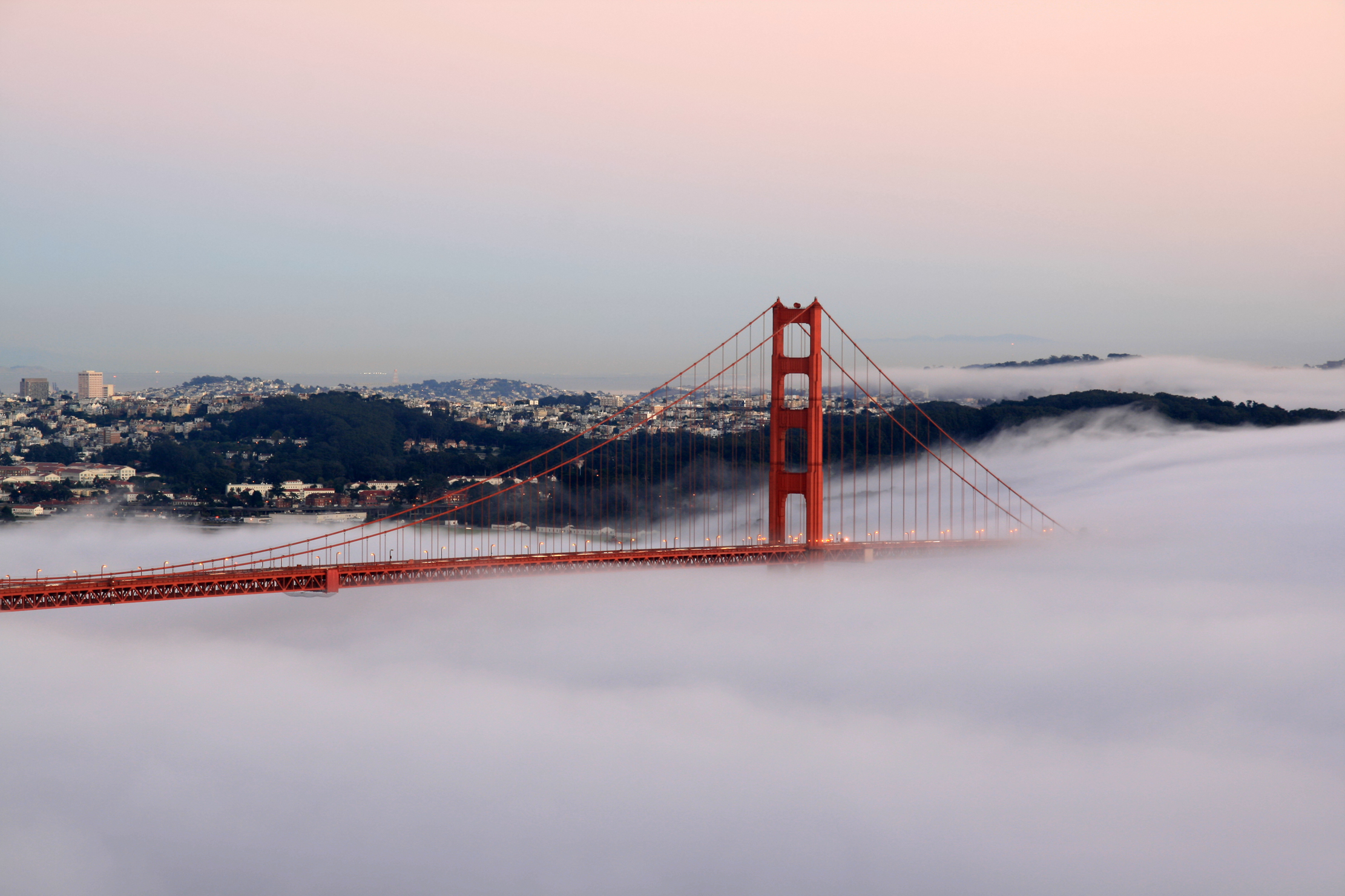
De Golden Gate Bridge en de stad San Francisco opdoemend uit de nevel
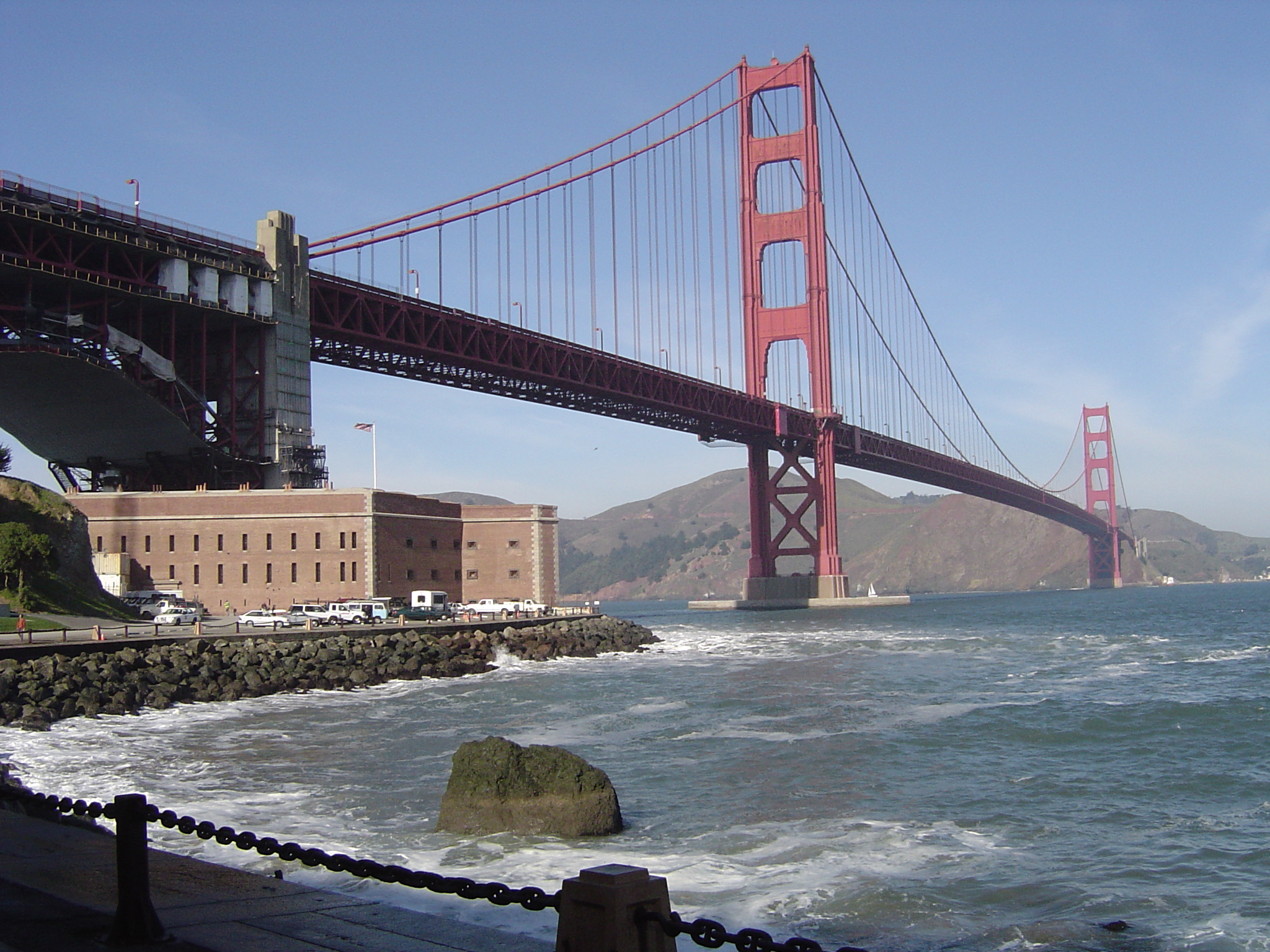
De brug met links Fort Point
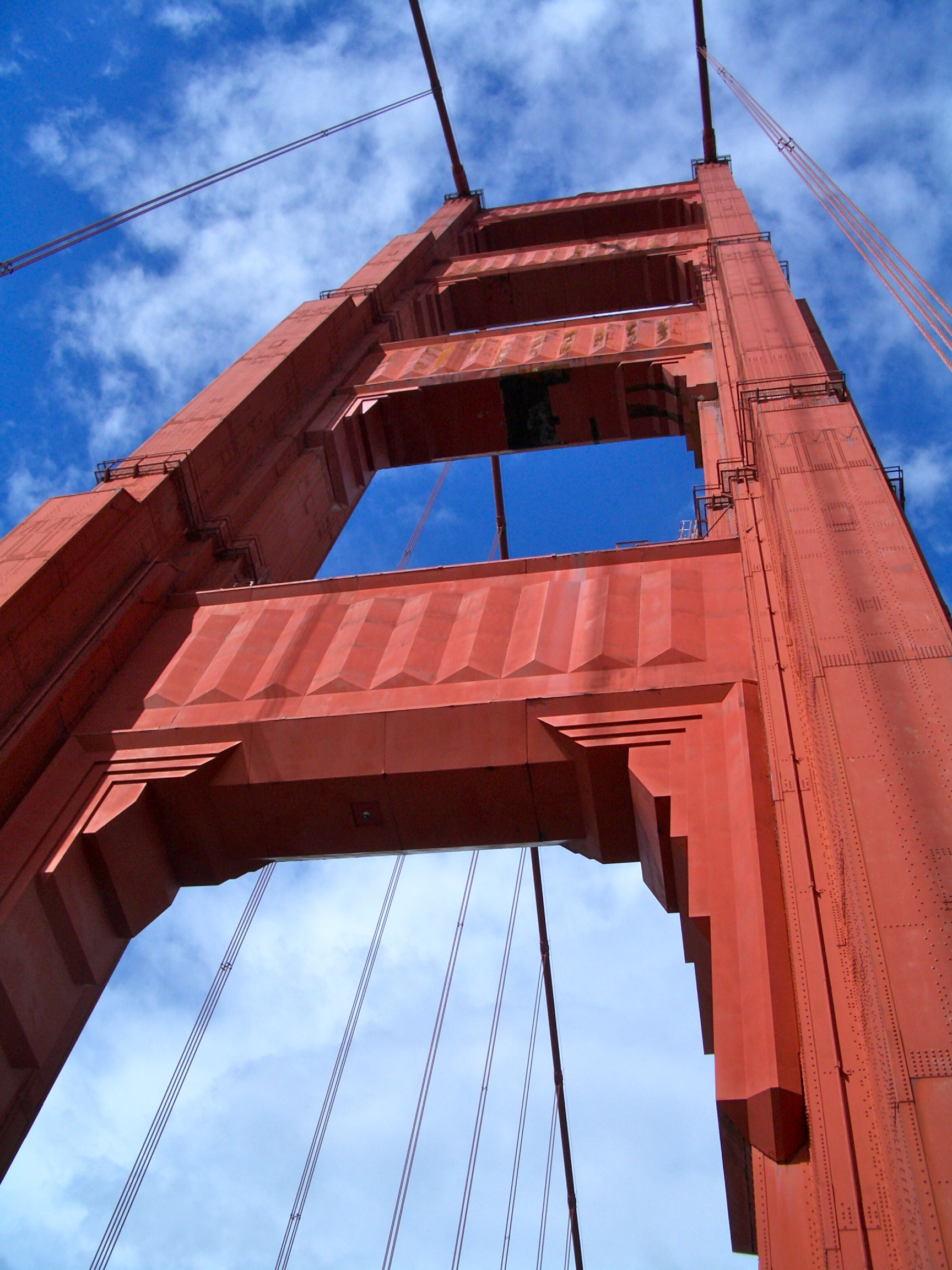
Zuidelijke pijler
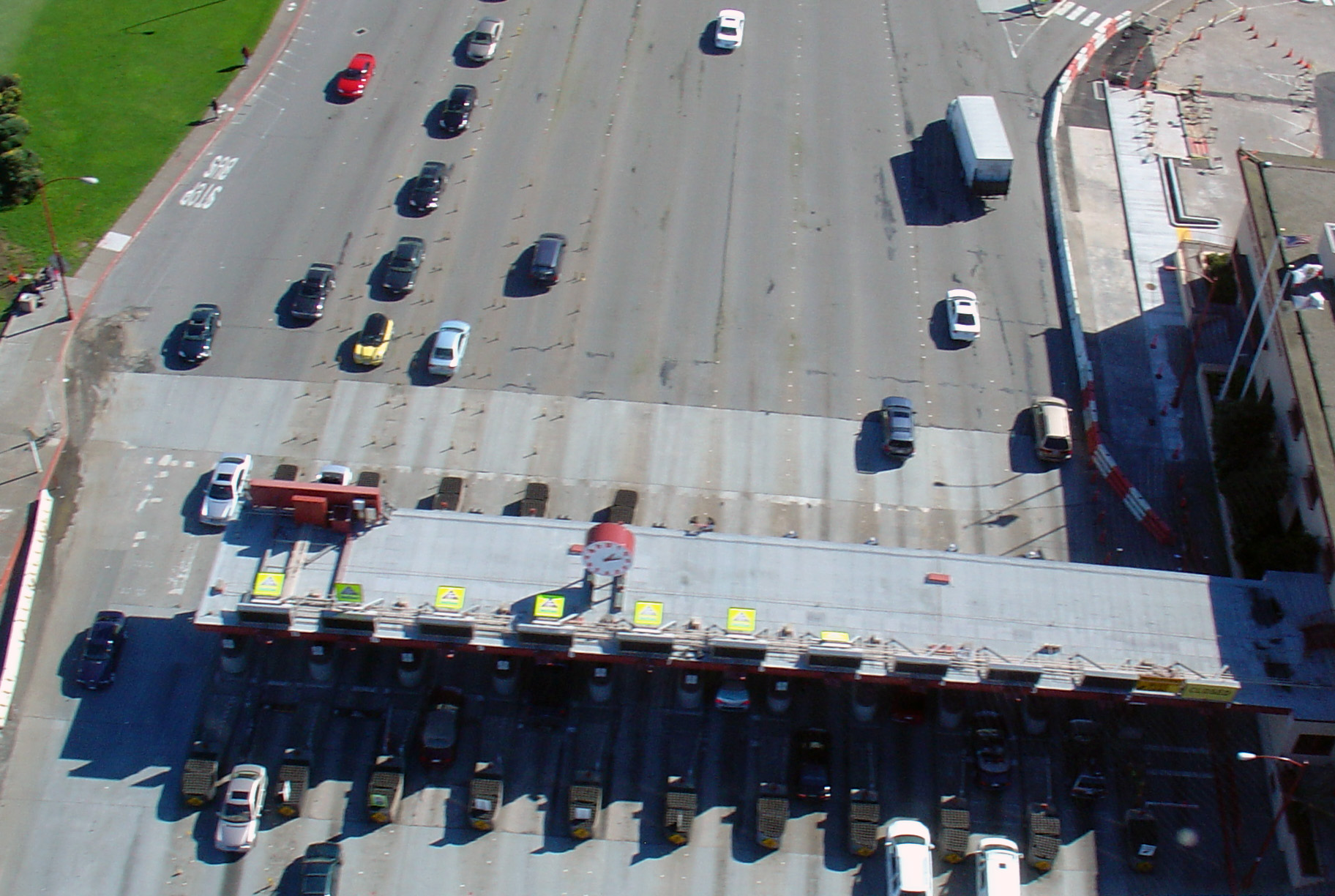
Tolpoorten